# Carfantain
Carfantin, ou encore Carfantain, est une ancienne commune d'Ille-et-Vilaine située au sud-est de Dol-de-Bretagne, sur la route de Combourg (D795). Initialement commune indépendante, Carfantin était dès 1076 le siège d'une paroisse. Le village est rattaché à Dol-de-Bretagne le 18 floréal an II, par arrêté du représentant du peuple Le Carpentier. Carfantin est traversé par le Guyoult.

## Toponymie & surnom
le nom de la localité est attesté sous les formes Kerfeunti au Xe siècle, Carfenton vers 1070, Carphenton en 1181, Carfentein au XIVe siècle, Kaerfontain en 1435, Kerfeutan au XVe siècle, Carfaintin en 1516, Kidantan en 1630 et Carfantin en 1779.
Le nom de Carfantin vient du breton Kerfeunten qui signifie le village de la fontaine.
Carfantain "le Noble". François Duine rapporte : "Carfantain fut surnommé, jusqu'à la révolution, Carfantain-le-Noble. C'était sa signorise. D'après de très vieux souvenirs, à une procession générale où devait assister cette paroisse, on l'appela Carfantain, sans épithète. Froissé, le clergé du petit village ne répondit point. Trois fois l'appel se fit, trois fois en vain. Alors les suisses crièrent : Carfantain le fier, tu ne viens pas ? Et la procession générale de Dol se remit en marche." [cf "Locutions populaires du pays de Dol-en-Bretagne", Henri de Kerbeuzec, 1894]

## Histoire
La paroisse de Carfantin faisait partie du doyenné de Dol relevant de l'évêché de Dol et était sous le vocable de Notre-Dame.
- 1790 : érigée en commune
- 18 floréal an II (7 mai 1794): absorbée par la commune de Dol

D'après la tradition, il y avait à Carfantin un monastère qui aurait été fondé au VIe siècle par Saint Samson. Il aurait ensuite été dirigé par Saint Magloire. Son emplacement aurait été proche de l'actuelle fontaine Saint Samson.
Dès 1076, la fête patronale de la paroisse de Carfantin est l'Assomption. Jusqu'en 1856, le village n'avait qu'une petite église d'environ douze mètres sur sept. La construction d'une nouvelle église, plus grande, commença en 1857. L'architecte qui la dessina était Eugène Hawke. L'ancienne église n'était pas encore détruite. Le 5 avril de cette même année, l'abbé François Causson, recteur, posa la première pierre de cette église. Elle fut ouverte en 1858, avant que ne commence la construction de la tour et de sa flèche. Elle fut bénite le 14 juin 1861 par Monseigneur Saint Marc, alors archevêque de Rennes, Saint-Malo et Dol-de-Bretagne, en présence de plus de 430 personnes. Concernant son architecture, la nouvelle église est de type gothique. La façade comporte deux statues: Saint Samson et Saint Magloire, sculptées par Yves Hernot.
En 1944, les statues ont été enlevées de l'église pour les préserver de la destruction des bombardements. L'église elle-même a été très touchée par ces bombardements, aussi les messes étaient-elles célébrées dans une grange au lieu-dit "les haies" pendant cette période. La restauration de l'église s'achèvera en 1952. À cette occasion. Son Émminence le cardinal Roques se déplacera à Carfantin cette même année pour la bénir. Il reviendra en 1958 pour célébrer le centenaire de cette église.
En 1946, une grotte à l'intention de Notre-Dame de la Salette est construite, à l'initiative des paroissiens de Carfantin et de l'abbé Poirier.
Une école paroissiale a été créée a Carfantin en 1874 par les religieuses de Notre-Dame des Chênes, à l'initiative du recteur. Elle fermera en 1960.

## Économie
La présence de la voie ferrée a permis le développement de Carfantin. En 1872, Louis Hirbec fonde la Minoterie Hirbec, qui s'implante à proximité de celle-ci, à l'Ouest. Il s'agit d'un moulin à cylindres, actionné par une turbine. Cette dernière est alimentée par l'eau du Guyoult, rivière qui passe sous la minoterie. Plus tard, la minoterie sera aussi pourvue d'une machine à vapeur, qui en plus d'actionner le moulin, alimentera en électricité Carfantin (alors que Dol-de-Bretagne n'avait pas encore l'électricité). Une passerelle permettait de relier directement le moulin à la voie ferrée. Un pilier, témoin de son existence, est encore visible sur le talus faisant face à la minoterie.

## Histoire

### LeXXesiècle

#### La Première Guerre mondiale
Le monument aux morts de Carfantain porte les noms de 23 soldats morts pour la France pendant la Première Guerre mondiale.

#### La Seconde Guerre mondiale
Le monument aux morts de Carfantain porte les noms de 6 personnes mortes pour la France pendant la Seconde Guerre mondiale.
Le village de Carfantin se situe proche de la gare de Dol-de-Bretagne, alors important nœud ferroviaire de la Bretagne. En 1944, la gare a donc été largement bombardée par les Alliés afin de bloquer le départ des troupes allemandes se situant en Bretagne vers la Normandie. Carfantin a été très touché par ses bombardements, démolissant de nombreux bâtiments du faubourg.
Plus particulièrement, l'église et la minoterie Hirbec ont été très touchés (le moulin était quasiment en ruine), et plusieurs années ont été nécessaires à leurs reconstruction.

#### L'après-Seconde-guerre-mondiale
Bernard Roncier, né le 21 janvier 1937 à Baguer-Pican a été tué dans une embuscade pendant la guerre d'Algérie le 10 juin 1958 à Cavaignac dans le département d'Orléansville (Algérie).

## Édifices et monuments
- La fontaine Saint Samson, initialement du Moyen Âge, rebâtie au XXe siècle par le sculpteur Bouillon[4].
- Le menhir de Champ-Dolent est le plus important de la région, il mesure 9,30m de hauteur.
- Manoir dit de l'Angélus, XVIe siècle[5],[6].
- Minoterie Hirbec[7].
- Église paroissiale Notre-Dame de l'Assomption[8],[9].